# Christoph Rass
Christoph A. Rass (* 1969 in Saarlouis) ist ein deutscher Historiker und seit 2015 Professor für Neueste Geschichte und Historische Migrationsforschung an der Universität Osnabrück.

## Leben
Christoph Rass studierte von 1990 bis 1996 Wirtschaftsgeschichte und Sozialgeschichte, Neuere Geschichte und Informationswissenschaft an der Universität des Saarlandes in Saarbrücken. Von 1996 bis 2011 war er wissenschaftlicher Mitarbeiter (ab 2001 wissenschaftlicher Assistent und ab 2007 Akademischer Oberrat) am Lehr- und Forschungsgebiet Wirtschafts- und Sozialgeschichte der RWTH Aachen. 2001 promovierte Rass mit der Dissertation Menschenmaterial: Sozialprofil, Machtstrukturen und Handlungsmuster einer Infanteriedivision der Wehrmacht im Zweiten Weltkrieg; 2007 habilitierte er sich mit der Schrift Institutionalisierungsprozesse auf einem internationalen Arbeitsmarkt. Bilaterale Wanderungsverträge in Europa zwischen 1919 und 1974.
Von 2011 bis 2015 war Rass Verwalter der Professur für Neueste Geschichte an der Universität Osnabrück. 2015 wurde er dort zum Professor für Neueste Geschichte und Historische Migrationsforschung ernannt. 2019 absolvierte er einen Forschungsaufenthalt am Department of History der University of Oregon in Eugene, 2022 war er ebendort als Benjamin H. and Louise L. Carroll Professor in Urbanization zu Gast. Seit April 2023 leitet er im Sonderforschungsbereich 1604 der DFG (Produktion von Migration) als Principal Investigator gemeinsam mit Lale Yildirim das Teilprojekt A3: „Ihr seid Gastarbeiterkinder!“ Wissenschaft, Schule und die Produktion von Figuren der Migration. Daneben ist er gemeinsam mit Lale Yildirim, Julia Becker und Aladin El Mafaalani für das Transferprojekt des SFB 1604 (Reflexive Migrationsforschung im Museum. Potenziale und Perspektiven virtueller Realitäten) verantwortlich.
Seit 2011 ist Christoph Rass Mitglied des Instituts für Migrationsforschung und Interkulturelle Studien (IMIS), seit 2021 gehört er dem Vorstand des Instituts an.

## Mitgliedschaften (Auswahl)
- Verein für Geschichte und Landeskunde von Osnabrück
- Arbeitskreis Militärgeschichte

## Auszeichnungen
- 2025: Preis für den besten sozialwissenschaftlichen Zeitschriftenaufsatz der Latin American Studies Association (LASA)
- 2023: UOS Lehrzeit. Forschen, vermitteln, ausstellen: Virtuelle Lernräume in der Geschichtswissenschaft
- 2017: Kalliope-Preis des Deutschen Auswandererhauses in Bremerhaven für praxisnahe Migrationsforschung
- 2010: Preis für besondere Publikationsleistungen der Fakultät für Wirtschaftswissenschaften der RWTH Aachen
- 2001: Wilhelm-Borchers-Plakette der RWTH Aachen für herausragende Dissertationen

## Schriften (Auswahl)
- „Menschenmaterial“. Deutsche Soldaten an der Ostfront. Innenansichten einer Infanteriedivision 1939–1945 Schöningh, Paderborn u. a. 2003, ISBN 3-506-74486-0 (= Krieg in der Geschichte. Band 17, zugleich Dissertation an der RWTH Aachen 2001) (online).
- General Graf von Schwerin und das Kriegsende in Aachen. Ereignis, Mythos, Analyse, Shaker, Aachen 2007 (mit Peter M. Quadflieg und René Rohrkamp), ISBN 978-3-8322-6623-3.

- Institutionalisierungsprozesse auf einem internationalen Arbeitsmarkt. Bilaterale Wanderungsverträge in Europa zwischen 1919 und 1974 (= Studien zur historischen Migrationsforschung 19). Schöningh, Paderborn 2010, ISBN 978-3-50677068-4.
- Das Sozialprofil des Bundesnachrichtendienstes. von den Anfängen bis 1968 (= Jost Dülffer, Klaus-Dietmar Henke,  Wolfgang Krieger, Rolf-Dieter Müller [Hrsg.]: Veröffentlichungen der Unabhängigen Historikerkommission zur Erforschung der Geschichte des Bundesnachrichtendienstes 1945–1968. Band 1). Ch. Links Verlag, Berlin 2016, ISBN 978-3-86153-920-9.

## Belege
1. ↑  Sonderforschungsbereich 1604 der DFG
2. ↑  Teilprojekt A3
3. ↑  Transferprojekt des SFB 1604 (Reflexive Migrationsforschung im Museum. Potenziale und Perspektiven virtueller Realitäten)

| Personendaten    | Personendaten        |
| ---------------- | -------------------- |
| NAME             | Rass, Christoph      |
| ALTERNATIVNAMEN  | Rass, Christoph A.   |
| KURZBESCHREIBUNG | deutscher Historiker |
| GEBURTSDATUM     | 1969                 |
| GEBURTSORT       | Saarlouis            |